# Бялік Олег Михайлович
Олег Михайлович Бялік (23 травня 1938, Київ — 25 січня 2005, Київ) — український науковець у галузях металознавства та матеріалознавства, педагог. Доктор технічних наук (1984), професор. Заслужений працівник освіти України (1993), заслужений діяч науки і техніки України (1998). Дослідник домішок у процесі плавки, рафінування та кристалізації металів і сплавів, розробник автоматизованих систем для визначення та керування властивостями сплавів.
Протягом 40 років — професор Київського політехнічного інституту (1965—2005), з яких 17 років — завідувач кафедри металознавства та термічної обробки. Автор понад 150 наукових робіт, зокрема понад 10 авторських свідоцтв на винаходи. Учень професора Костянтина Ващенка.

## Життєпис
Народився 23 травня 1938-го року у Києві у родині робітників.
У 1957-му році закінчив Київське технічне училище, відтоді ж — слюсар заводу «Більшовик». Після проходження військової служби — слюсар ливарного цеху машинобудівного заводу № 485.
У 1965-му році закінчив механіко-технологічний факультет Київського політехнічного інституту (КПІ), здобув кваліфікацію «Інженер-металург» за спеціальністю «Ливарне виробництво чорних та кольорових металів». Учень професора Костянтина Ващенка. Тоді ж розпочав роботу в інституті, спочатку на посаді інженера.
У 1970-му році, після закінчення аспірантури, здобув науковий ступінь кандидата технічних наук, захистивши дисертацію на тему «Определение содержания водорода в жидком алюминии и алюминиево-кремниевых сплавах».
Після захисту дисертації обійняв посаду старшого наукового співробітника кафедри ливарного виробництва чорних та кольорових металів. Невдовзі очолив науково-дослідну частину інституту.
З 1978-го року — проректор з наукової роботи. У 1984-му році здобув науковий ступінь доктора технічних наук, захистивши дисертацію на тему «Управление качеством литейных сплавов на основе алюминия и меди». Через рік був затверджений у вченому званні професора.
З 1988-го року — завідувач кафедри металознавства та термічної обробки. У 1993-му році був нагороджений званням «Заслужений працівник освіти України», у 1998-му — «Заслужений діяч науки і техніки України».
З 2001-го року до кінця життя — декан інженерно-фізичного факультету КПІ. На цій посаді, зокрема, був одним з ініціаторів та виконавців створення декількох пам'ятників видатним науковцям інституту.

Могила Олега Бяліка, Берковецьке кладовище

Помер після тривалої хвороби 25 січня 2005-го року. Похований на Берковецькому кладовищі (ділянка № 2а, 50°29′16.80″ пн. ш. 30°23′41.90″ сх. д. / 50.4880000° пн. ш. 30.3949722° сх. д.). Епітафія на надгробку — власні вірші Олега Бяліка:
|  | Ну от і все... Тепер — не буде! І не впросить, і не вмолить... Пливуть у Вічність кращі люди, А серце раною болить. |

Через рік після смерті ім'ям Олега Бяліка була названа одна із аудиторій інженерно-фізичного факультету у дев'ятому корпусі КПІ.

## Наукова та організаторська діяльність
Автор понад 150 наукових робіт, понад 10 авторських свідоцтв на винаходи та фундаментального підручника «Металознавство», який перевидавався декілька разів. Науковий керівник та педагог близько 10 докторів та кандидатів наук, зокрема Олександра Донія, Андрія Кулініча, Володимира Писаренка, Віктора Хижняка тощо.
У період обіймання професором Бяліком посади проректора обсяг науково-дослідних робіт в інституті підвищився майже у сім разів. Була удосконалена матеріально-технічна база, заохочувалась студентська творчість. За десять років на посаді паралельно Олег Бялік очолював організаційний відділ Ради з науково-дослідної роботи студентів УРСР.
На посаді завідувача кафедри металознавства та термічної обробки була створена науково-дослідна лабораторія керування якістю рідких металів та сплавів, розпочато розробку комп'ютерних систем управління якістю рідких металів та металевих розплавів на базі термічного аналізу. Прилади для комп'ютерного термічного аналізу були впроваджені у виробництво, зокрема, Вітебським заводом радіодеталей «Моноліт».
Академік Української академії наук (1992). Член правління Української ради НВП «Машпром», керівник Ради співдружності «Україна-Канада» у напрямку металургії при Міністерстві вищої та середньої спеціальної освіти УРСР.
Керівник експертної ради з матеріалознавства при Державній акредитаційній комісії України, голова комісії з інженерного матеріалознавства науково-методичної ради Міністерства освіти і науки України. Член редакційно-видавничої ради та редакційної колегії часопису «Металознавство та обробка металів».

## Науковий доробок (частковий)
- «Определение содержания водорода в жидком алюминии и алюминиево-кремниевых сплавах»: диссертация кандидата технических наук : 05.00.00. — Киев, 1970. — 231 с. : ил.
- «Водород в литейных алюминиевых сплавах» [Текст] / Д. Ф. Чернега, О. М. Бялик. — Киев: Технiка, 1972. — 145 с. : черт.; 16 см.
- «Свойства жидких металлов и качество отливок» [Текст] / О. М. Бялик, А. А. Смульский, Д. Ф. Иванчук. — Киев: О-во «Знание» УССР, 1979. — 22 с. : граф.; 20 см — (Металлургия).
- «Газы в цветных металлах и сплавах» / [Д. Ф. Чернега, О. М. Бялик, Д. Ф. Иванчук, Г. А. Ремизов]. — Москва: Металлургия, 1982. — 176 с. : ил.; 22 см.
- «Вопросы динамической теории затвердевания металлических отливок» / О. М. Бялик, Ю. Л. Ментковский. — Киев: Вища шк., 1983. — 111 с. : ил.; 20 см — (Ученые вузов — пр-ву).
- «Современная технология получения малопористых отливок и слитков из цветных сплавов»: Тез. докл. респ. науч.-техн. конф., 25-27 окт. 1983 г. / [Редкол.: Бялик О. М. и др.]. — Киев: Б. и., 1983. — 184 с.; 20 см.
- «Система подготовки инженерных кадров в вузе» / [Г. И. Денисенко, О. М. Бялик, В. В. Босый и др.]. — Киев: Вища шк: Изд-во при Киев. гос. ун-те, 1987. — 184 с. : ил.; 21 см.
- «Персональные ЭВМ в системах контроля качества литейных сплавов на основе термического анализа». К., 1991
- «Моделирование термошумовых индуктивных преобразователей для измерения температур металлов» // Электричество. 1994. № 1
- «Оптимізація режимів термічної обробки сплаву Аl–5,5 % Мg–2,5 % легованого міддю» // Фізика і хімія твердоготіла. 2001. Т. 2, № 2
- «Металознавство: підручник для студентів вищих навчальних закладів» (перевидання у 2002, 2008, 2010) // О. М. Бялік, Ю. Н. Москаленко, В. С. Писаренко, В. М. Черненко; 2001, Політехніка
- «Менеджмент інноваційних матеріалів і технологій у матеріалознавстві: Навчальний посібник для студентів технічних спеціальностей вищих навчальних закладів» // О. М. Бялік, В. Г. Іванченко, К. Ю. Гзовський, Ю. М. Помарін; 2001, Політехніка
- «Термічна обробка вуглецевих сталей: навчальний посібник» // О. М. Бялік, О. В. Більченко, К. Ю. Гзовський; 2003, Політехніка
- «Прогнозування властивостей металів і сплавів методом комп'ютерного термічного аналізу» (посмертне видання) // О. М. Бялік, О. М. Доній, Л. В. Голуб; 2005, Політехніка
- «Структурний аналіз металів. Металографія. Фрактографія: підручник для студентів машинобудівних спеціальностей» (посмертне видання) // О. М. Бялік, С. Є. Кондратюк, М. В. Кіндрачук, В. С. Черненко; 2006, Політехніка
- «Вплив газів на структуру та властивості металів і сплавів. Навчальний посібник» (посмертне видання) // О. М. Бялік, Ю. М. Помарін, Г. М. Григоренко; 2007, НТУУ «КПІ»

### Авторські свідоцтва на винаходи (у співавторстві)
- 1984 — «Способ определения параметров диффузии газов в металле»
- 1988 — «Устройство для контроля параметров плавки»
- 1988 — «Способ определения относительного содержания неметаллических включений в металлах»
- 1988 — «Устройство для контроля металлургических процессов»
- 1988 — «Инжекционная фурма»
- 1989 — «Литейный сплав на основе алюминия»
- 1992 — «Шихта для изготовления спеченного материала»
- 2004 — «Високоміцний ливарний алюмінієвий сплав»

## Нагороди
- 1993 — заслужений працівник освіти України
- 1998 — заслужений діяч науки і техніки України
- орден «Знак пошани»
- медаль «У пам'ять 1500-річчя Києва»